# Nordkapplateauet
Nordkapplateauet, i daglig tale Nordkap, er en stejl klippeformation, der udgør den nordligste del af øen Magerøya i Nordkap kommune i den nordligste del af Troms og Finnmark fylke i Norge.
Nordkap med den kendetegnende globus hæver sig 307 m over havet.
Nordkap er et yndet turistmål, dels på grund af den barske natur, men i særdeleshed også fordi der her er mulighed for at opleve midnatssol om sommeren og nordlys om vinteren. Nordkap er blevet karakteriseret som Europas nordligste punkt, men dette er dog langt fra sandheden. For det første ligger spidsen af Knivskjellodden, beliggende et par kilometer vest for Nordkap, 1.500 m længere mod nord. Desuden befinder begge steder sig på en ø, Magerøya, og det kan derfor diskuteres, om de skal medregnes til fastlandseuropa, for i så fald vil den norske ø Svalbard være kandidat til titlen som Europas nordligste punkt. Det nordligste fastlandspunkt er Kinnarodden nær ved Magerøya.
Nordkap blev navngivet af den engelske opdagelsesrejsende Richard Chancellor i 1553, da han passerede klippen på jagt efter Nordøstpassagen. Siden er stedet blevet besøgt af flere prominente personligheder, bl.a. af norske kong Oscar II i 1873 og af kong Rama V af Thailand i 1907.
Nordkaps første turist må siges at være franciskaneren Francesco Negri fra Ravenna. Han hørte til den litterært interesserede kreds rundt dronning Kristina af Sverige, der var konverteret til katolicismen og flyttet til Rom, hvor hun døde i 1689. I 1664 vandrede Negri gennem Skandinavien til Nordkap, en tur han beskrev i otte breve, udgivet i bogform efter hans død, med titlen Viaggio settentrionale. 